# Charles Landseer
Charles Landseer (Londra, 12 agosto 1799 – Londra, 22 luglio 1893) è stato un pittore inglese, per lo più di soggetti storici.

## Biografia

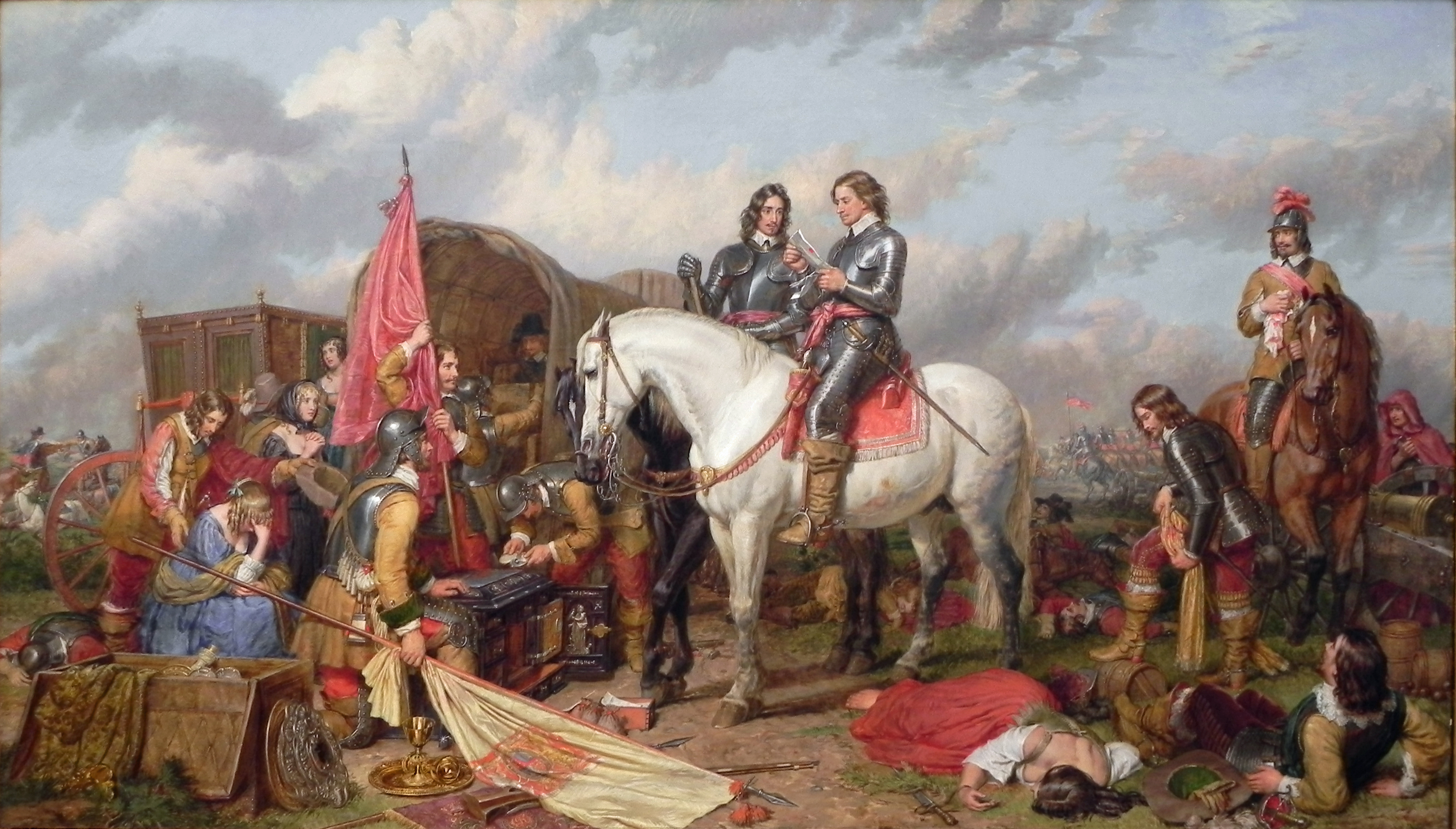
Cromwell reading a letter found in Charles's Cabinet, after Naseby Alte Nationalgalerie, Berlino

Nacque a Londra il 12 agosto 1799, il secondo figlio dell'incisore John Landseer, e il fratello maggiore del pittore di animali, Sir Edwin Landseer. Si è formato sotto il padre e il pittore Benjamin Robert Haydon. Gli fu conferita la tavolozza d'argento della Royal Society of Arts per un disegno di Laocoonte nel 1815 e nel 1816 entrò nelle Royal Academy Schools dove gli fu insegnato Henry Fuseli.